# 고바야시 에미
고바야시 에미(일본어: 小林 恵美, 1983년 1월 1일 - )는 일본의 그라비아 아이돌, 여성 탤런트이다. 도쿄도 출신이다.

## 내력
고쿠가쿠인 대학 쿠가야마 중학교에 입학. 아오야마 가쿠인 고중부에 보궐합격하며, 1년차는 수영부에 소속. 아오야마 가쿠인 대학 경영학부에 입학했다. 학생시절에 사무소인 옐로 캡에 소속하며、나중에 선즈 엔터테인먼트로 이적했다. 사무소분열후에 급격히 일이 늘었기 때문에, 1년 졸업을 연기한 뒤에 졸업했다. 학사 (경영학).
옐로 캡 재적시절은 여성 아이돌그룹 「R.C.T.」의 멤버로서 활동하고 있었다,「R.C.T.」로써의 활동은 동기사를 참조의 것. 또, 연예인 여자 풋살팀「carezza」의 전 멤버이기도 하다.

## 인명
가슴 F컵의 미거유의 소유자이다. 좋아하는 남성타입은 이상한 사람이고, 홑겹검의 사람이다. 책은 만화・소설・불문하고 읽고 있다. 컬트적인 것도 좋아한다. 하지만 노래를 부르는 것이 서툴러서, 음치를 극복할 기획에 참가한 적이 있다.
연예계 데뷔의 계기는 대학교 1학년 때, 연예계에 흥미를 가지고 있던 고바야시에게 친구가 「업계의 사람을 소개한다」라고 말해지며, 노다 요시하루를 소개되었다. 게다가, 노다로부터 가슴의 컵과 여권의 유무를 묻게 된 것뿐으로, 일주일 뒤에 하와이로케로 갈 것을 알려지게 되어, 그대로 연예계에 데뷔했다. 첫 경험은 고등학교 2학년 겨울, 교제하고 있던 1년 위의 선배의 저택에서 행해지다.

## 가족
어머니쪽의 증조모는 일본에서 정교회의 선교활동을 행하고 있던 러시아인이었지만, 고바야시는 그것을 10대가 될 때까지 알지 못했다. 어머니도 정교도이며, 어머니쪽의 조부의 장의도 일본 정교회의 니콜라이 당에서 거행하는 등, 어머니쪽의 일가는 경건한 정교도이지만, 고바야시 자신은 정교도가 아니다.. 하지만 스스로의 루츠를 안 것부터 러시아로의 흥미를 가지고 있으며, 2007년도의 NHK교육텔레비전『러시아어 회화(ロシア語会話)』의 생도가 되다.

## 참고 문헌
1. 1 2 3  『月刊小林恵美』新潮社, 2006년 5월 11일